# Jamaikanische Badmintonmeisterschaft 1976
Die Jamaikanische Badmintonmeisterschaft 1976 fand vom 13. bis zum 15. September 1976 in Kingston statt. Es war die 29. Austragung der nationalen Titelkämpfe im Badminton von Jamaika. Jennifer Haddad und Richard Wong sicherten sich dabei das Triple.

## Finalergebnisse
| Disziplin    | Sieger                          | Finalist                         | Ergebnis    |
| ------------ | ------------------------------- | -------------------------------- | ----------- |
| Herreneinzel | Richard Wong                    | Victor Ziadie                    | 15-7, 15-11 |
| Dameneinzel  | Jennifer Haddad                 | Christine Chung                  | 11-4, 11-5  |
| Herrendoppel | Keith Palmer Richard Wong       | Brian Haddad Victor Ziadie       | 15-5, 17-16 |
| Damendoppel  | Jennifer Haddad Christine Chung | Margaret Parslow Barbara Lai     | 15-6, 15-6  |
| Mixed        | Richard Wong Jennifer Haddad    | Richard Roberts Margaret Parslow | 15-11, 15-3 |
| Ehepaare     | Richard Roberts Andrea Roberts  | F. D. Parslow Margaret Parslow   | 15-6, 15-13 |